# Nymphidium latibrunis
Nymphidium latibrunis is een vlindersoort uit de familie van de prachtvlinders (Riodinidae), onderfamilie Riodininae.
Nymphidium latibrunis werd in 1985 beschreven door Callaghan.